# Manuel Revollo Crespo
Manuel Revollo Crespo CMF (* 17. Juni 1925 in Municipio Santiago de Machaca; † 26. Oktober 2014 in Cochabamba) war Koadjutorbischof des Bolivianischen Militärordinariates. 

## Leben
Manuel Revollo Crespo trat der Ordensgemeinschaft der Claretiner bei und empfing am 25. Dezember 1952 die Priesterweihe.
Johannes Paul II. ernannte ihn am 4. April 1985 zum Weihbischof in Cochabamba und Titularbischof von Casae in Numidia. Der Erzbischof von Cochabamba Gennaro Maria Prata Vuolo SDB spendete ihm am 29. Juni 1985 die Bischofsweihe; Mitkonsekratoren waren Giulio Oggioni, Bischof von Bergamo, und Luis Sáinz Hinojosa OFM, Erzbischof von La Paz. 
Am 18. September 1993 wurde er zum Koadjutorbischof des Bolivianischen Militärordinariates ernannt und trat am 7. März 1998 als Titularbischof von Casae in Numidia zurück. Am 14. April 2000 nahm Papst Johannes Paul II. seinen altersbedingten Rücktritt an.